# Liga Nacional de Fútbol Sala

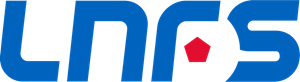
Logo

A Liga Nacional de Fútbol Sala (LNFS) é uma associação desportiva espanhola de futebol de salão. Foi fundada em 1989.
A LNFS é dividida em División de Honor e División de Plata. Na División de Honor jogam as 16 melhores equipes do país. É considerada o melhor campeonato nacional do mundo. Já a Division de Plata seria a segunda divisão do futsal espanhol. É integrada por 47 clubes atualmente, repartidos em três grupos. Os três últimos colocados de cada grupo caem para a Primera Nacional "A" (liga organizada pelo Comite Técnico de Futbol Sala de la RFEF e equivalente à terceira divisão) e sobem os nove campeões de grupo da "A", desde que cumpram os requisitos econômicos e de infra-estrutura exigidos pela LNFS.
No final de 2009 foi assinado o contrato de fornecimento da bola, a partir de 2010, da LNFS com a empresa brasileira de artigos esportivos Penalty, com a bola Max 1000 para todas as suas categorias, no masculino e feminino.
O campeão da División de Honor enfrenta o vencedor da Copa de España na Supercopa de España e o vencedor da Liga Portuguesa de Futsal na Copa Ibérica.

## Campeões
| Temporada | Campeão                   | Vice-campeão            |
| 2019/20   | Inter Movistar            | Viña Albali Valdepeñas  |
| 2018/19   | F.C. Barcelona            | ElPozo Murcia           |
| 2016/17   | Inter Movistar            | F.C. Barcelona          |
| 2015/16   | Inter Movistar            | F.C. Barcelona          |
| 2014/15   | Inter Movistar            | ElPozo Murcia           |
| 2013/14   | Inter Movistar            | ElPozo Murcia           |
| 2012/13   | F.C. Barcelona            | ElPozo Murcia           |
| 2011/12   | F.C. Barcelona            | ElPozo Murcia           |
| 2010/11   | F.C. Barcelona            | Caja Segovia            |
| 2009/10   | ElPozo Murcia Turística   | MRA Navarra             |
| 2008/09   | ElPozo Murcia Turística   | Inter Movistar          |
| 2007/08   | Boomerang Interviú        | ElPozo Murcia Turística |
| 2006/07   | ElPozo Murcia Turística   | Boomerang Interviú      |
| 2005/06   | ElPozo Murcia Turística   | Polaris World Cartagena |
| 2004/05   | Boomerang Interviú        | ElPozo Murcia Turística |
| 2003/04   | Boomerang Interviú        | ElPozo Murcia Turística |
| 2002/03   | Boomerang Interviú        | ElPozo Murcia Turística |
| 2001/02   | Antena3 Boomerang         | Miró Martorell          |
| 2000/01   | Playas de Castellón       | Valencia Vijusa         |
| 1999/00   | Playas de Castellón       | CLM Talavera            |
| 1998/99   | Caja Segovia              | Industrias García       |
| 1997/98   | ElPozo Murcia Turística   | CLM Talavera            |
| 1996/97   | CLM Talavera              | Playas de Castellón     |
| 1995/96   | Interviú Boomerang        | Toledart FS             |
| 1994/95   | Pinturas Lepanto Zaragoza | Interviú Boomerang      |
| 1993/94   | Maspalomas Sol de Europa  | CLM Talavera            |
| 1992/93   | Marsanz Torrejón          | CLM Talavera            |
| 1991/92   | Caja Toledo               | ElPozo Murcia Turística |
| 1990/91   | Interviú Lloyd´s          | Marsanz Torrejón        |
| 1989/90   | Interviú Lloyd´s          | Keralite Macer          |

## Títulos por clubes
A negrito clubes ainda no activo.
| Equipe                             | Títulos | Vice-campeonatos | Ano do título |
| ---------------------------------- | ------- | ---------------- | --- |
| Inter Movistar                     | 14      | 3                | 1989/90, 1990/91, 1995/96, 2001/02, 2002/03, 2003/04, 2004/05, 2007/08, 2013/14, 2014/15, 2015/16, 2016/17, 2017/18, 2019/20 |
| ElPozo Murcia                      | 5       | 10               | 1997/98, 2005/06, 2006/07, 2008/09, 2009/10                                                                                  |
| F.C. Barcelona                     | 4       | 3                | 2010/11, 2011/12, 2012/13, 2018/19                                                                                           |
| Playas de Castellón                | 2       | 1                | 1999/2000, 2000/01 |
| Castilla-La Mancha/Caja Toledo     | 2       | 5                | 1991/92, 1996/97 |
| Caja Segovia                       | 1       | 1                | 1998/99 |
| Marsanz Torrejón                   | 1       | 1                | 1992/93 |
| Sego Zaragoza                      | 1       | 0                | 1994/95 |
| Gran Canaria/Maspalomas Sol Europa | 1       | 0                | 1993/94 |
| Industrias García                  | 0       | 1                | |
| Valencia FS                        | 0       | 1                | |
| Martorell FS                       | 0       | 1                | |
| Polaris World Cartagena            | 0       | 1                | |
| MRA Navarra                        | 0       | 1                | |

## División de Honor: temporada 2010/11
| - Azkar Lugo FS - Benicarló Aeroport Castelló - Caja Segovia - Carnicer Torrejón |  | - ElPozo Murcia - FC Barcelona - Fisiomedia Manacor - Gestesa Guadalajara |  | - Inter Movistar - Marfil Santa Coloma - OID Talavera - Playas de Castellón FS |  | - Reale Cartagena - Sala 10 Zaragoza - Triman Navarra - Xacobeo 2010 Lobelle Santiago |

### División de Plata
GRUPO A
| - Albacete FS - Azulejos Ramos Talavera - Bargas/I.Siglo XXI (Bargas) - Clipeus Nazareno (Dos Hermanas) | - ElPozo Ciudad Murcia - Grupo Generala Ibi - Hispanolusa (Andújar) - Inst. 1º julio Valdepeñas | - Jumilla Hill Roster - Lanzarote Playas del Sur - Maderas M.Pérez (Bujalance) - Muebles Lety(Tenerife) | - Ocaña Puertas Uniarte - Olias Puerta de Toledo - Racing San Vicente (S.Vic. Raspeig) - AD Torremolinos |

GRUPO B
| - Armiñana Valencia - Bajo Aragón Caspe - Bodegas Arzuaga Gasifred (Ibiza) - Butagaz Andorra FS | - Quintana Castro Urdiales - Casanova Foto Canon (Barcelona) - Deportivo Alavés - GSI Bilbo | - Horcona (Pinseque) - Laguna Playas de Salou - Manacor FS - Marfil Santa Coloma | - OHL Politécnica Valencia - Perfiles Sintal (Estella) - Sicoris Grup Confort (Lérida) - Tabicor Inca |

GRUPO C
| - Acesol Tucán (Mieres) - Burela Pescados Rubén - O Loureiro (La Coruña) - Coinasa Ourense | - Colegios Arenas Gáldar - Detecsa Ad.300 Leganés - GCE Aspi Zamora - Leis Pontevedra FS | - Mapacasa Remudas (Las Palmas) - Obras y Estructuras RAM (León) - Pinto FS - Puerto Celeiro (Viveiro) | - SSV Mifesa Timón (Villaverde) - Tien 21 Tres Cantos - UD Las Rozas Boadilla |